# Forgaria nel Friuli
Forgaria nel Friuli – miejscowość i gmina we Włoszech, w regionie Friuli-Wenecja Julijska, w prowincji Udine.
Według danych na rok 2004 gminę zamieszkiwały 1902 osoby, 65,6 os./km².